# Acacia clandullensis
Acacia clandullensis är en ärtväxtart som beskrevs av B.J.Conn och Tame. Acacia clandullensis ingår i släktet akacior, och familjen ärtväxter. Inga underarter finns listade i Catalogue of Life.